# 交響曲第2番 (シューベルト)
交響曲第2番（こうきょうきょくだいにばん）変ロ長調 D125は、フランツ・シューベルトが18歳の時に完成した初期の交響曲。

## 概要
1813年にコンヴィクトを去ったシューベルトは、兵役を免れるため師範学校に入り、2年後には父の学校で代理教員として働くことになった。交響曲第1番から1年以上を経て、1814年12月20日にウィーンで第2番の作曲に着手した。作曲の動機については知られていないが、翌1815年3月24日に完成した。すでに1814年に『糸をつむぐグレートヒェン』、1815年には『魔王』、『野ばら』などの歌曲が140曲以上作曲された。
第1楽章の序奏部がモーツァルトの交響曲第39番の序奏に類似が認められ、それに続くアレグロはベートーヴェンの『プロメテウスの創造物』序曲の主題と似ている（元気旺盛で色合いも驚異的な楽章で、ブラームスを刺激してシューベルトの「広さと安逸のうちでの純真な悦び、それが含む素材の上には十分な細部を収容しきれないほどの表現の音楽的手段」と記させた）。第1番よりも形式の上では充実しており、旋律の魅力も増している。また第1番の楽器編成にさらにフルートを1本追加した。スタンレイ・レイフィールドはこの交響曲の規模の大きさゆえに「この曲は後の『未完成』や『ザ・グレート』を予示する」といっているが、この点から見ると、後期の交響曲と多くの共通点が見出せる。
初演は1877年10月20日にロンドンの「水晶宮コンサート」にて行なわれた。

## 楽器編成
フルート2、オーボエ2、クラリネット2、ファゴット2、ホルン2、トランペット2、ティンパニ、弦五部。

## 演奏時間
約34分。第1楽章と第4楽章の提示部は長めなのでリピートはよく省略される。(この場合は約30分)

## 構成
以下のように、全4楽章から成る。
第1楽章 Largo - Allegro vivace 変ロ長調、4分の4拍子～2分の2拍子。
規模の大きい序奏つきのソナタ形式(提示部リピート付き)。第1主題はベートーヴェンの『プロメテウスの創造物』序曲の主題とも似て力強く、コデッタでも再び扱われ、非常に長い提示部となっている。その分展開部はかなり短く、第1主題に基づく。型通りの再現に続いて、やはり第1主題に基づく簡素なコーダが付く。
第2楽章 Andante 変ホ長調、4分の2拍子。
主題と5つの変奏から成る。この主題は、ベートーヴェンのロンド ハ長調 Op.51-1の主題に似ている。フルートの2nd、トランペット2本、ティンパニは休止。
第3楽章 Menuetto. Allegro vivace - Trio ハ短調、4分の3拍子
三部形式。メヌエットとしては珍しい短調の調性を持っている。
第4楽章 Presto vivace 変ロ長調、4分の2拍子。(楽譜により表記がPresto、あるいはAllegro vivaceなどの場合がある)
ソナタ形式(提示部リピート付き)。第1楽章から序奏をそのままとったような構造の楽章で、第1主題がコデッタにも登場して長大な提示部を形成する。展開部もやはり第1主題に基づいている。型通りの再現の後、短いコーダで全曲を締めくくる。